# Livio Fausto Sossass
Livio Fausto Sossass (Rovereto, 29 gennaio 1915 – Rovereto, 4 febbraio 2001) è stato uno scultore, pittore e disegnatore italiano.

## Formazione
Livio Fausto Sossass, figlio di Giuseppe e di Oliva Tovazzi, nacque a Sacco di Rovereto il 29 gennaio 1915. Pochi mesi dopo, a seguito dello scoppio della prima guerra mondiale, è costretto a rifugiarsi con la famiglia e altri profughi prima a Bad Mitterndorf, in Austria, e successivamente a České Budějovice, in Boemia. Tornato a Rovereto nel novembre del 1918, fin da fanciullo si appassiona alla pittura, partecipando alla sua prima mostra con un acquarello a 12 anni, nel 1927. Dopo essere stato allievo di Stefano Zuech - autore dei rilievi della Campana dei Caduti a Rovereto -, scultore che tanto influì sugli esordi scultorei di Sossass nel corso degli anni Trenta, frequenta le lezioni dello scultore Egidio Girelli presso l’Accademia Cignaroli di Verona, affiancando l'attività artistica a quella di odontoiatra.

## Attività scultorea

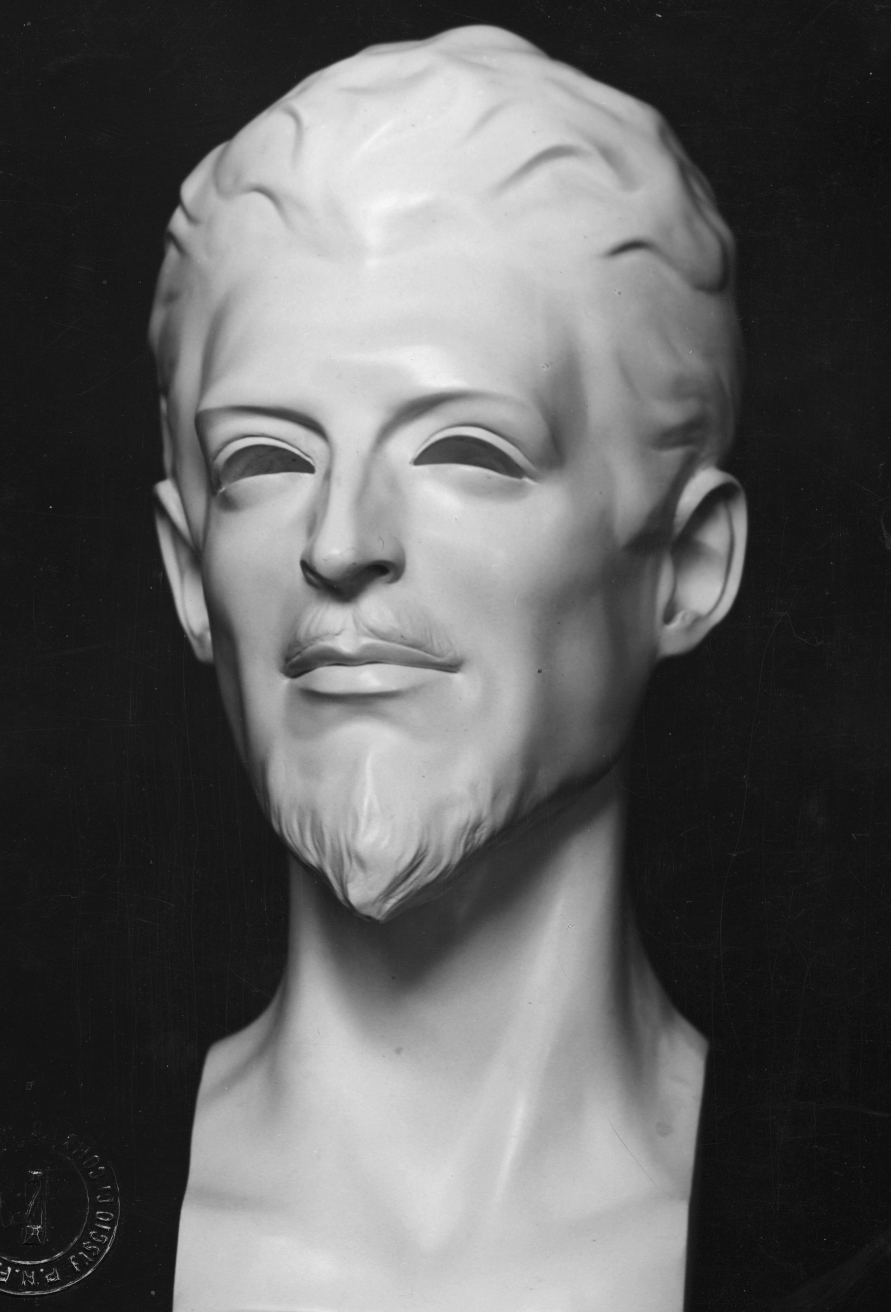
Livio Fausto Sossass, Busto di Tullio Baroni, 1942

Sossass inizia ad affermarsi come scultore verso la fine degli anni Trenta, partecipando a varie esposizioni sia collettive (Trento, 1939 e 1940, Rovereto, 1941) che personali (Rovereto, Galleria Cortina, 1943), eseguendo altresì alcune commissioni pubbliche, come il busto della medaglia d'oro al valor militare Tullio Baroni per la comunità di Sacco di Rovereto, opera oggi al Museo storico italiano della guerra. Nel marzo del 1943 un anonimo redattore del quotidiano "Il Gazzettino", a seguito di una visita nello studio roveretano di Sossass, dedica un ampio approfondimento alla sua produzione artistica". 
L'attività scultorea prosegue nel secondo dopoguerra, anche tramite diverse commissioni pubbliche, su tutte il Leone di S. Marco (1950), posto sulla facciata della Chiesa arcipretale di San Marco a Rovereto.
Altre opere presenti nella Città della Quercia sono il busto del musicista Riccardo Zandonai (1952) realizzato per le scuole elementari di Borgo Sacco (ora presso l'attigua sala Acli), quello di Girolamo Tartarotti (1956) già presso la Biblioteca civica Girolamo Tartarotti e ora presso il Museo civico di Rovereto, un secondo busto di Zandonai (1958) per la sede della banda cittadina roveretana - opere tutte caratterizzate da una certa inquietudine della materia e del modellato che infonde ai soggetti una dimensione emotiva ed intimistica -, un bassorilievo con San Giorgio e il Drago (1959) per la sede roveretana degli Scout CNGEI, un busto di don Antonio Rossaro (1962) per le scuole elementari del quartiere di S. Giorgio, poi ricollocato presso la Campana dei Caduti, un medaglione in bronzo dedicato a mons. Virgilio Parteli (1972) presso l'Oratorio Rosmini di Rovereto,  il bassorilievo per il Monumento agli ex internati (1973), in piazzale Orsi, di fronte alla stazione ferroviaria, un ritratto del poeta Alvaro Mucci (1977) e uno del senatore Giovanni Spagnolli (1998).
Altre opere pubbliche realizzate nel territorio lagarino sono un busto del benefattore Arminio de' Valentini (primi anni Sessanta) presso il Municipio di Calliano, un ritratto a bassorilievo di p. Antonio Bresciani (1962) murato sulla facciata della casa natia del gesuita ad Ala e un busto del pittore Luigi Vicentini, realizzato nei primi anni Sessanta per l'omonima scuola elementare di Nomi.

## Attività pittorica e caricaturale

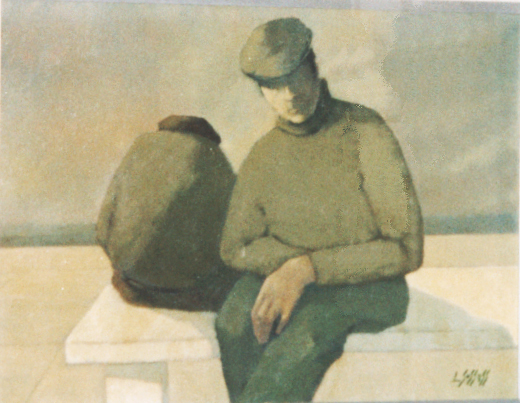
Livio Fausto Sossass, Sulla panchina, anni Sessanta

Attorno alla metà degli anni Sessanta all’opera scultorea Livio Fausto Sossass affianca la sperimentazione pittorica, incentrata su toni emozionali ed atmosfere melanconiche sulle quali gioca un ruolo fondamentale il colore verde, timbro cromatico peculiare della sensibilità dell'artista per tutta la sua produzione pittorica. La sua ricerca si sviluppa soprattutto in mostre sul territorio trentino, sia personali che collettive, come la Rassegna Segantini (Premio Transforio) ad Arco, nella quale ottiene il III Premio nell'edizione 1970 e una segnalazione speciale nell'edizione 1971, oppure la rassegna dei "Tavolettisti" a Rovereto, ove nel 1971 consegue la medaglia d'argento. A cavallo tra gli anni Sessanta e gli anni Settanta Sossass si afferma anche fuori regione, come testimonia la partecipazione ad alcune rassegne nella capitale (Italia Arte,1968, ove ottiene il terzo riconoscimento; II Biennale Romana, 1969, nella quale riceve la medaglia d'argento; Mostra nazionale dei tavolettisti, 1969, nel corso della quale una sua opera viene segnalata; Premio Città del Sole, 1969, quest'ultima presso il Palazzo delle Esposizioni). 
Nel 1973 Sossass diviene membro dell’Accademia tiberina di Roma, mentre l'anno successivo riceve dal Presidente della Repubblica Giovanni Leone l'onorificenza di cavaliere ufficiale per meriti artistici.
Dal 1977 partecipa attivamente alla nascita e ai successivi eventi espositivi promossi dal GRAF (Gruppo Roveretano Arti Figurative), dedicandosi fino agli anni Novanta anche ad alcune mostre personali e collettive sul territorio lagarino.
Particolarmente feconda anche l'attività d’illustratore e caricaturista, che prende forma sia in pubblicazioni di storia e aneddotica locale, come Roveredo de na volta di Talieno Manfrini (1974), sia soprattutto sulle pagine del giornale satirico roveretano "La Rava", anche se macchiettistiche figure della Città della Quercia sono presenti anche in molte delle sue opere pittoriche.
Alcuni dipinti di Livio Fausto Sossass sono oggi conservati presso alcune istituzioni cittadine, come il Museo civico di Rovereto, il Museo storico italiano della guerra e le collezioni della Cassa di Risparmio di Trento e Rovereto.